# Heinrich Göringer
Heinrich Göringer (* 8. November 1843 in Landshut; † 13. Oktober 1926 in München) war ein bayerischer Generalleutnant.

## Leben

### Herkunft
Er war der Sohn des Rentbeamten Leopold Göringer und dessen Ehefrau Therses, geborene Doetter. Sein Bruder Alfred (1856–1932) schlug ebenfalls eine Militärkarriere in der Bayerischen Armee ein, brachte es bis zum General der Infanterie.

### Militärkarriere
Göringer absolvierte 1864 das Wilhelmsgymnasium München und studierte im Anschluss an der Polytechnischen Schule München. 1864 wurde er Mitglied des Corps Vitruvia München. Nachdem er bereits im Jahr zuvor im 2. Feldartillerie-Regiment gemustert worden war, rückte Göringer 1866 zum Dienst in der Bayerischen Armee ein. Als Sekondeleutnant nahm er 1870/71 während des Krieges gegen Frankreich im 5. Infanterie-Regiment an den Schlachten von Weißenburg und Wörth sowie an der Belagerung von Paris teil.
Von 1872 bis 1875 absolvierte Göringer die Kriegsakademie, die ihm als Lehrgangsbestem die Qualifikation für den Generalstab sowie die Höhere Adjutantur aussprach. Als Premierleutnant anschließend bis 1877 zum Generalstab kommandiert, wurde Göringer 1879 zum Adjutant der 6. Infanterie-Brigade ernannt und in dieser Stellung 1882 zum Hauptmann befördert. Von 1884 bis 1887 fungierte er als Kompaniechef im 14. Infanterie-Regiment „Herzog Karl Theodor“ und wurde dann zum Generalstab der 2. Division nach Augsburg versetzt. 1889 zum Major befördert, wurde Göringer im Jahr darauf zum Kommandeur des III. Bataillons im 9. Infanterie-Regiment „Wrede“ ernannt. Von dieser Stellung mit seiner Beförderung zum Oberstleutnant am 21. März 1894 entbunden, kam er zum Generalstab des II. Armee-Korps und war 1895/96 dort als Chef tätig. Göringer kehrte dann in den Truppendienst zurück und erhielt als Oberst das Kommando über das 13. Infanterie-Regiment „Franz Joseph I., Kaiser von Österreich und Apostolischer König von Ungarn“. Am 21. Juli 1900 folgte seine Beförderung zum Generalmajor. Ab 21. Juli 1901 war Göringer Kommandeur der 4. Infanterie-Brigade, bis er schließlich am 17. Mai 1903 zur Disposition gestellt wurde.
Mit Ausbruch des Ersten Weltkriegs wurde Göringer reaktiviert und zum Kommandeur der stellvertretenden 9. Infanterie-Brigade ernannt. Kurzzeitig war er 1915 an der Front in Frankreich stellvertretender Führer der 20. Infanterie-Brigade. 1916 noch zum Generalleutnant befördert, wurde Göringers Mobilmachungsbestimmung im Folgejahr aufgehoben.

### Familie
Göringer hatte sich 1878 mit Helene Bauer verheiratet. Aus der Ehe gingen drei Kinder hervor.